# Pseudoscaphirhynchus fedtschenkoi
Lo storione del Syr Darya (Pseudoscaphirhynchus fedtschenkoi Kessler, 1872) è un pesce della famiglia degli Acipenseridi. È la specie più rara del genere Pseudoscaphirhynchus: non viene infatti più avvistato dagli anni sessanta e potrebbe perfino essere estinto.

## Descrizione
Lo storione del Syr Darya, che misura 36 cm di lunghezza compreso il filamento caudale, o 27 cm se si esclude questa parte terminale, si differenzia dalle altre due forme del genere Pseudoscaphirhynchus dell'Amu Darya per l'elevato numero di scudi ossei che ne ricoprono il dorso. Si conoscono due diverse forme, una dal muso allungato, l'altra dal muso più breve.

## Distribuzione
Come dice il nome, è endemico del Syr Darya, ma si trova anche nel corso medio e inferiore del Kara Darya, un suo affluente.